# Аэнокото
Аэнокото (яп. アエノコト), или Окуното-но Аэнокото, — сельскохозяйственный ритуал, бытующий на протяжении столетий у крестьян, выращивающих рис на полуострове Ното префектуры Исикава в центральной части острова Хонсю, Япония. 
Ритуал проводится два раза в год. Хозяин дома «приглашает» войти в его дом божество рисовых полей, а все члены его семьи ведут себя так, словно оно действительно находится в их доме. Данный ритуал не имеет аналогов среди других обычаев, связанных со сбором урожая, как в других местах Японии, так и в других странах Азии.
В декабре, желая выразить благодарность за собранный урожай, глава крестьянской семьи совершает омовение, готовит еду и призывает божество, затем шлёпает рисовыми лепёшками, приветствуя «гостя» и надев к этому времени праздничную одежду и взяв в руки фонарь. Глава семьи «проводит» божество в комнату для отдыха, «помогает» ему совершить омовение и затем предлагает отдохнуть у камина и одновременно «подаёт» блюда из риса, фасоли и рыбы, при этом обязательно подробно описывая «подаваемые» блюда, поскольку, согласно легенде, у божества рисовых полей очень плохое зрение. Точно такая же церемония проводится в феврале перед очередной посадкой риса, чтобы умилостивить духа и обеспечить в будущем обильный урожай. Детали проведения церемонии в разных семьях могут несколько отличаться друг от друга.
В 2009 году данный ритуал был включён ЮНЕСКО в Список нематериального культурного наследия человечества.